# Given (manga)
Given (ギヴン Givun?,  lit. Dado) es una serie de manga escrita e ilustrada por Natsuki Kizu. Fue serializada en la revista bimestral Cheri+ de la editorial Shinshokan desde el 30 de abril de 2013, finalizando su publicación el 30 de marzo de 2023. En 2016, fue adaptada a audio drama. Una adaptación a anime producida por el estudio Lerche fue estrenada el 11 de julio de 2019, siendo emitida en el bloque Noitamina de Fuji TV. Una secuela cinematográfica, producida por el sello Blue Lynx, fue estrenada el 22 de agosto de 2020.
La historia está dividida en dos arcos. El primero, que se centra en la relación de Mafuyu y Ritsuka, sigue la formación de la banda Given (anteriormente The Seasons) y su camino hacia su primera actuación en vivo. El segundo arco sigue la relación de Akihiko, Haruki y Ugetsu, mientras se preparan para un festival calificado de música.

## Argumento
El estudiante de preparatoria Ritsuka Uenoyama es el guitarrista de The Seasons, una banda compuesta por el bajista Haruki Nakayama y el baterista Akihiko Kaji. Tras sus súplicas, Uenoyama se convierte en un renuente profesor de guitarra para Mafuyu Satō (un tímido compañero de instituto) después de reparar las cuerdas rotas de su Gibson ES-330. Ritsuka rápidamente se percata que Mafuyu es un cantante excepcionalmente talentoso y lo invita a unirse a la banda sin tener en cuenta su pasado.

## Personajes

### Principales
Mafuyu Satō (佐藤 真冬 Satō Mafuyu?)
Seiyū: Sōma Saitō (audio drama), Shōgo Yano (anime), Roberto Salguero (español latino)
Es el protagonista, un estudiante de preparatoria de 17  años, y el vocalista de la banda. Aunque carece de experiencia y formación profesional, Mafuyu es un artista naturalmente dotado, por lo que rápidamente se convierte en un hábil guitarrista, cantante y compositor. Suprime sus emociones tras el suicidio de su novio Yuki, lo que resulta en una personalidad exterior tímida y distante, pero se vuelve ferozmente expresivo cuando actúa. Es dueño de un pomerania de nueve meses de edad llamado Bola de Pelo (apodado Pelusa).
Ritsuka Uenoyama (上ノ山 立夏 Uenoyama Ritsuka?)
Seiyū: Makoto Furukawa (audio drama), Yūma Uchida (anime), Armando Guerrero (español latino)
Es un estudiante de preparatoria de 17 años, y el guitarrista principal de la banda. Habiendo tocado la guitarra desde que era un niño, es muy experimentado y talentoso con el instrumento. Tiene una personalidad amable, aunque es algo estoico y optimista en sus interacciones con los demás. No tiene experiencia en asuntos de amor y romance. A medida que la serie comienza, se indica que Ritsuka ha perdido su entusiasmo por la guitarra. Finalmente, su pasión por la música regresa cuando se encuentra cerca de Mafuyu actualmente su novio.  
Haruki Nakayama (中山 春樹 Nakayama Haruki?)
Seiyū: Yasuaki Takumi (audio drama), Masatomo Nakazawa (anime), Javier Olguín (español latino)
Es un estudiante universitario de 22 años, asiste a la misma universidad que Akihiko. Es el bajista y líder de la banda. Tiene una personalidad jovial y amable, siendo el miembro más maduro de la banda, a menudo funciona como mediador del grupo. Está enamorado de Akihiko desde hace mucho tiempo.
Akihiko Kaji (梶 秋彦 Kaji Akihiko?)
Seiyū: Satoshi Hino (audio drama), Takuya Eguchi (anime), Erick Selim (español latino)
Es un estudiante universitario de música de 20 años, y el baterista de la banda. Se especializa en el desempeño de violín, y es experto en muchos otros instrumentos. Él ha tenido relaciones, tanto con mujeres como con hombres, y tiene experiencia en asuntos de amor y romance; con frecuencia, ofrece consejos a sus seres cercanos. Vivía con su exnovio, Ugetsu Murata, con quien mantuvo y mantiene una relación intermitente.

### Secundarios
Yūki Yoshida (吉田 由紀 Yoshida Yūki?)
Seiyū: Satoshi Hino (audio drama), Yūki Shin (anime), Marc Winslow (español latino)
Amigo de la infancia y exnovio de Mafuyu, que murió por suicidio antes de los eventos de la serie. Tocó la guitarra en una banda con sus otros amigos de la infancia, Hiiragi y Shizusumi. Sin embargo, la inversión de tiempo que esto suponía, alejó a Yuki de Mafuyu, dando a pie a una pelea entre ambos, un par de días antes de que Mafuyu lo encontrara muerto. 
Ugetsu Murata (村田 雨月 Murata Ugetsu?)
Seiyū: Atsushi Tamaru (audio drama), Shintarō Asanuma (anime), Moisés Iván Mora (español latino)
Un genio violinista de renombre mundial, que también es estudiante universitario. Es el compañero de cuarto y exnovio de Akihiko 
Yayoi Uenoyama (上ノ山 弥生 Uenoyama Yayoi?)
Seiyū: Sayuri Yahagi (audio drama), Yū Shimamura (anime), Ximena de Anda (español latino)
La hermana mayor de Ritsuka, estudia arte. Inicialmente tiene pensamientos homofóbicos y un enamoramiento no correspondido por Akihiko. 
Shōgo Itaya (板谷 翔吾 Itaya Shōgo?)
Seiyū: Junya Enoki (audio drama), Kengo Takanashi (anime)
Compañero de clase de Ritsuka y Ueki. Juega fútbol.
Ryū Ueki (植木 涼 Ueki Ryū?)
Seiyū: Taku Yashiro (audio drama), Hiroto Amano (anime), Manuel Campuzano (español latino)
Compañero de clase de Ritsuka e Itaya. Juega al baloncesto. 
Hiiragi Kashima (鹿島 柊 Kashima Hiiragi?)
Seiyū: Toshiki Masuda (audio drama), Fumiya Imai (anime)
El excompañero de clase de Mafuyu y amigo de la infancia. Anteriormente, tocaba el bajo en una banda con Yuki y Shizusumi. Y enamorado de Shizusumi.
Yagi Shizusumi (八木 玄純 Shizusumi Yagi?)
Seiyū: Daiki Hamano (audio drama), Taito Ban (anime), Luis Navarro (español latino)
El excompañero de clase de Mafuyu. Anteriormente, tocaba la batería en una banda con Yuki e Hiiragi.Y enamorado se Hiiragi. 
Kōji Yatake (矢岳 光司 Yatake Kōji?)
Seiyū: Daiki Hamano (audio drama), Ryōta Takeuchi (anime)
Amigo de Haruki, al que apoda Take-chan. Es un músico y editor de vídeo que ayuda a promocionar bandas que tienen potencial.

## Medios de comunicación

### Manga
Given se ha serializado en la revista bimestral Cheri+ desde abril de 2013. En Japón, la serie se ha recopilado en cinco volúmenes tankōbon publicados por Shinshokan, constando actualmente de 35 capítulos. La traducción en español de Given fue licenciada en España por Milky Way Ediciones en marzo de 2019, con el primer volumen publicado en junio de 2019. Se publicó el segundo volumen a mediados de agosto de 2019.
Given es el primer trabajo en varios volúmenes producido por la artista de manga Natsuki Kizu, después de sus dos series previas de un solo volumen Yukimura-sensei to Kei-kun (2013) y Links (2014).

#### Lista de volúmenes
| N.º | Fecha de lanzamiento    | ISBN                |
| --- | ----------------------- | ------------------- |
| 1   | 29 de noviembre de 2014 | ISBN 978-4403664496 |
| 2   | 30 de enero de 2016     | ISBN 978-4403665035 |
| 3   | 1 de marzo de 2017      | ISBN 978-4403665615 |
| 4   | 29 de diciembre de 2017 | ISBN 978-4403666148 |
| 5   | 1 de abril de 2019      | ISBN 978-4403666742 |
| 6   | 3 de agosto de 2020     | ISBN 978-4403667367 |

### Audio Drama
En el número de febrero de 2016 de Cheri+ se incluyó un CD drama que adapta las escenas del primer volumen de Given. Ese mismo mes, Crown Works comenzó a lanzar una serie de CDs de audiolibros que adaptan cada volumen del manga. La publicación de los CD de drama fue interrumpida debido al estreno de la adaptación animada. 
| Título               | Fecha de lanzamiento    |
| -------------------- | ----------------------- |
| Given                | 25 de febrero de 2016   |
| Given 2              | 25 de enero de 2017     |
| Given 2 Live Edition | 25 de enero de 2017     |
| Given 3              | 26 de enero de 2018     |
| Given 4              | 22 de noviembre de 2018 |
| Given 5              | 1 de abril de 2019      |

### Colección de Ilustraciones
La autora Natsuki Kizu publicó un libro recopilatorio con ilustraciones a color de los personajes. Fue lanzado el 19 de julio de 2019 (ISBN: 978-4-403-65085-7).

### Anime
Una adaptación de serie de anime se anunció durante una conferencia de prensa de Fuji TV el 14 de marzo de 2019. La serie se estrenó el 11 de julio de 2019 en Noitamina, el bloque de programación de anime nocturno de la red, lo que hace que Given se lance como la primera serie de género shōnen-ai en Noitamina. La serie está sindicada por Crunchyroll, que transmite simultáneamente la serie fuera de Asia.
El anime es producido por Lerche, con Hikaru Yamaguchi como directora y Yuniko Ayana como guionista. Centimillimental interpreta el tema de apertura de la serie "Kizuato", mientras que el grupo del anime Given interpreta el tema final de la serie "Marutsuke". El anime presenta un nuevo elenco de voces, que vuelve a emitir los roles del drama de audio de Crown Works.
El 31 de enero de 2023, Crunchyroll anunció que la serie recibirá un doblaje en español latino, que se estrenó el 2 de febrero.

#### Lista de episodios
La mayoría de los títulos de los episodios de Given son referencias a canciones británicas de rock alternativo.
| # | Título                   | Estreno                  |
| --- | ------------------------ | ------------------------ |
| 1 | «Boys in the band»       | 11 de julio de 2019      |
| El estudiante de preparatoria y guitarrista Ritsuka Uenoyama repara las cuerdas rotas de una guitarra que pertenece a su compañero de clase, Mafuyu Satō, quien rápidamente le pide a Ritsuka que le enseñe a tocar el instrumento. Ritsuka se niega, aunque le permite a Mafuyu observar una sesión de práctica en su banda compuesta por él mismo, el bajista Haruki Nakayama y el baterista Akihiko Kaji. |                          |                          |
| 2 | «Like Someone in Love»   | 18 de julio de 2019      |
| Ritsuka acepta enseñar a Mafuyu a tocar la guitarra, y lo invita a continuar observando las sesiones de práctica de su banda. Durante una de sus lecciones, Mafuyu canta una melodía original para Ritsuka. Aturdido por su potencial, Ritsuka invita a Mafuyu a unirse a la banda. |                          |                          |
| 3 | «Somebody Else»          | 25 de julio de 2019      |
| Mafuyu rechaza la invitación de Ritsuka para unirse a la banda y este no comprende el porqué, llegando a pensar que Mafuyu le está evitando. Al plantear sus dudas a sus compañeros de banda, Haruki le menciona que es importante que escuche los motivo que tiene Mafuyu. Cuando Ritsuka se acerca a hablar con Mafuyu, ambos se encuentran con Hiiragi Kashima, un amigo del pasado de Mafuyu, que le trae dolorosos recuerdos. |                          |                          |
| 4 | «Fluorescent Adolescent» | 1 de agosto de 2019      |
| Mafuyu se une oficialmente a la banda como guitarrista y vocalista, comenzando a conectar más con sus nuevos compañeros. Pero, ahora es Ritsuka quien debe moldearlo, para lo cual le acompañará a comprar un pedal para su guitarra en Shibuya. |                          |                          |
| 5 | «The Reason»             | 8 de agosto de 2019      |
| La banda se prepara para dar un concierto en un pequeño auditorio, pero para ello necesitan pensar en algún tema que incluya voz para que Mafuyu pueda cantar. Ritsuka se empeña en componer una canción para Mafuyu. Por otra parte, conocemos las circunstancias de Akihiko y el secreto que Haruki oculta. Además, Ritsuka se entera de algunos rumores turbios que giran en torno al pasado de Mafuyu. |                          |                          |
| 6 | «Creep»                  | 15 de agosto de 2019     |
| Akihiko visita a Ritsuka para mostrarle sus avances en la batería de la canción que está componiendo. A pesar de la extraña sensación que envuelve a Ritsuka, le pide a Mafuyu que escriba la letra de la canción que preparan. Haruki le propone que escriba sobre amor, pero todos señalan que es una mala idea. Sin embargo, Mafuyu se lo toma muy en serio y reflexiona sobre su dolorosa experiencia. Finalmente, Mafuyu decide contarle sobre su pasado a Ritsuka, quien se da cuenta de que la extraña sensación que lo ha atrapado todo este tiempo son celos. |                          |                          |
| 7 | «Tumbling Dice»          | 22 de agosto de 2019     |
| Los sentimientos de Ritsuka comienzan a aflorar y eso hace que sus compañeros se percaten de que ocurre algo. No es el único confuso, puesto que Mafuyu no logra escribir la canción. A una semana del recital, los dos mayores del grupo toman una decisión por el bien de todos: detener los ensayos para que Mafuyu se concentre en la letra. Conscientes de que el éxito y el fracaso de la banda son dos caras de la misma moneda, deciden apostarlo todo y cada uno conversa con los más jóvenes sobre qué desean transmitir a través de su música. Por su parte, Akihiko reflexiona sobre la fuerza que puede tener el primer amor y conocemos más de su relación con Ugetsu Murata. |                          |                          |
| 8 | «Time Is Running Out»    | 29 de agosto de 2019     |
| El evento en el recital está cada vez más cerca y Mafuyu todavía no ha escrito la canción, puesto que aún intenta aclarar lo que siente. El regreso de Hiiragi, un viejo conocido, sacará a relucir algunos hechos de su pasado. Cuando llega el día del concierto, la canción continúa sin tener letra, lo que deja a la banda en una encrucijada. |                          |                          |
| 9 | «A Winter Story»         | 5 de septiembre de 2019  |
| Antes del concierto Ritsuka decide que mejor será presentar la canción en forma instrumental ya que Mafuyu aun no tenía lista la letra, lo cual hace entristecer a Mafuyu diciendo que Ritsuka nunca era tan pesimista, lo cual lleva a una pequeña discusión la cual terminó haciendo que Mafuyu rompiera una de las cuerdas de su guitarra, pero, gracias al llamado de atención de Haruki, Ritsuka sale en busca de nuevas cuerdas para reparar la guitarra de Mafuyu. Al volver, ambos jóvenes comparten un momento íntimo donde Ritsuka piensa que este gesto puede ayudar a Mafuyu a sanar su heridas del pasado. Una vez en escena, Mafuyu sorprende a todos con una sincera y emocional canción, Fuyu no Hanashi, la cual nos lleva a conocer sus verdaderos sentimientos. Al finalizar, él sale muy afectado junto a Ritsuka y le agradece haberlo llevado hasta este punto, pero Ritsuka le interrumpe con un repentino beso. /(-u-)/ yeyy |                          |                          |
| 10 | «Wonderwall»             | 12 de septiembre de 2019 |
| La banda se re-nombra a sí misma «Given», en homenaje a la guitarra dada por la madre Yūki a Mafuyu. Mafuyu confiesa sus sentimientos hacia Ritsuka. |                          |                          |
| 11 | «Song 2»                 | 19 de septiembre de 2019 |
| Ritsuka y Mafuyu le dicen a Haruki y Akihiko que están saliendo. La banda hace sus primeras fotos promocionales, y celebra el cumpleaños de Haruki. Haruki se da cuenta de que desea algo más que un enamoramiento unilateral de Akihiko, aunque es feliz con tenerlo cerca. Mafuyu le dice a Ritsuka que quiere escribir una nueva canción. |                          |                          |

### Películas
La noticia de su lanzamiento fue anunciada el 19 de septiembre de 2019. Debido a la pandemia por COVID-19, su estreno se pospuso hasta el 22 de agosto de 2020 en los cines de Japón.
Banda sonora:
- Yoru ga Akeru: canción de Given durante su presentación en el festival.
- Bokura dake no Shudaika: tema de cierre escrito e interpretado por Centimillimental.

2024: Given: Hiiragi Mix:
El 22 de marzo de 2023 se anunció una película de anime secuela, titulada Given: Hiiragi Mix, el cual se estrenó el 27 de enero de 2024 en Japón.
Banda sonora:
- Super Ultra I Love You

### Miniálbum musical
Gift (estilizado como「gift」) es un EP lanzado el 26 de agosto de 2020. Todas las canciones fueron escritas por Centimillimental. Gift fue producido bajo el sello de Sony Music Japan y está disponible en Spotify, Apple Music y Youtube. Tiene una edición deluxe limitada donde están incluidas las versiones instrumentales de las canciones. 
Lista de canciones:
- Yoru ga Akeru
- Hetakuso
- Stagekara kiminisasagu
- Fuyu no Hanashi
- Marutsuke

## Recepción
El segundo volumen de Given alcanzó el número 39 en Oricon, vendiendo 17 484 copias en su segunda semana por un total de 30 308 copias a partir de febrero de 2016. El tercer volumen alcanzó el número 37 en Oricon y vendió 24 345 copias en su primera semana.
La adaptación animada de Given fue recibida positivamente por los críticos. En una revisión de los episodios uno y dos para Anime News Network, Steve Jones llamó a la serie «una de las ofertas más emocionalmente resonantes de la temporada», elogiando su banda sonora y la dirección de Yamaguchi.
En una reseña para Crunchyroll, Adam Wescott llamó a Given «el mejor programa que no estás viendo ahora mismo», alabando específicamente su diseño, sonido e iluminación.
Hasta el 14 de septiembre de 2020, la adaptación cinematográfica vendió más de 100,000 entradas en Japón.